# Orlando Antonio Corrales García

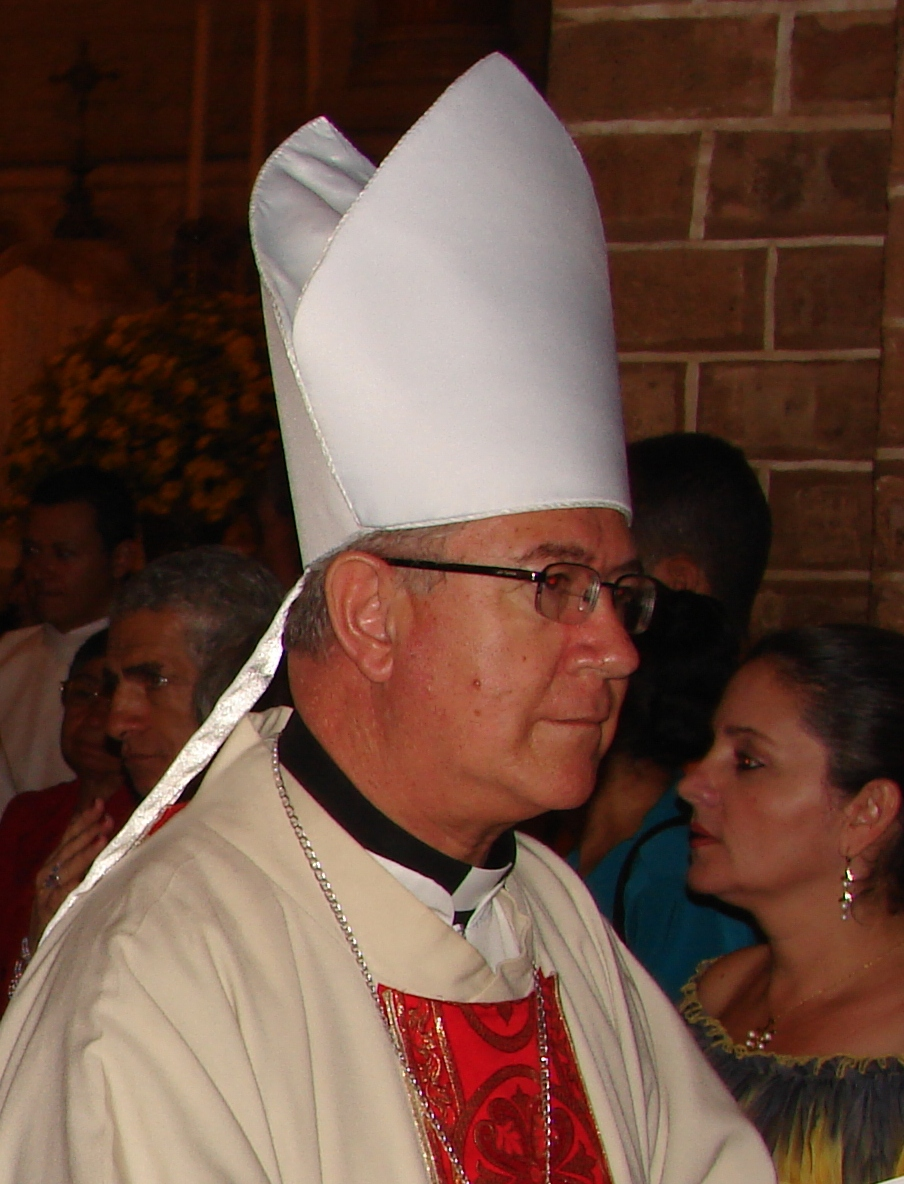
Orlando Antonio Corrales García
im April 2010

Wappen von Orlando Antonio Corrales García als Erzbischof von Santa Fe de Antioquia

Orlando Antonio Corrales García (* 26. Januar 1947 in Abejorral) ist ein kolumbianischer Geistlicher und emeritierter römisch-katholischer Erzbischof von Santa Fe de Antioquia.

## Leben
Orlando Antonio Corrales García empfing am 5. Dezember 1971 die Priesterweihe.
Papst Johannes Paul II. ernannte ihn am 28. Januar 1998 zum Titularbischof von Thuccabora und Weihbischof in Medellín. Der Erzbischof von Medellín, Alberto Giraldo Jaramillo PSS, spendete ihm am 13. April desselben Jahres die Bischofsweihe; Mitkonsekratoren waren Erzbischof Paolo Romeo, Apostolischer Nuntius in Kolumbien, und Héctor Rueda Hernández, Alterzbischof von Medellín.
Am 9. April 2001 wurde er zum Bischof von Palmira ernannt. Papst Benedikt XVI. ernannte ihn am 12. Januar 2007 zum Erzbischof von Santa Fe de Antioquia.
Am 3. Mai 2022 nahm Papst Franziskus seinen altersbedingten Rücktritt an.